# Велика сфинга у Гизи
Велика сфинга у Гизи у Египту је далеко највећа и најчувенија статуа сфинге. Она представља лежећег лава са људском главом. Вероватно је подигнута у време четврте египатске династије, око 2700–2600. година пре нове ере. Више од 4000 година сфинга се уздиже изнад песка египатске пустиње. Дуга је 73,5 метра, широка 6 метара и висока око 20 метара. Испружене ноге су дуге око 15 метара. Остаци боје у ушима указују на чињеницу да је скулптура оригинално била обојена живим бојама. Изграђена је од брда блокова камена кречњака преосталог од изградње Кеопсове пирамиде. Поред сфинге подигнут је храм који лежи у истој линији у којој је храм Кефренове пирамиде.
Оригинални облик сфинге је исечен из стене и од тада је обновљен слојевима кречњачких блокова. Дужина му је 73 m (240 ft) од шапе до репа, 20 m (66 ft) висока од основе до врха главе и 19 m (62 ft) широка на задњим боковима. Нос јој је из непознатих разлога одломљен између 3. и 10. века нове ере.
Сфинга је најстарија позната монументална скулптура у Египту и једна од најпрепознатљивијих статуа на свету. Археолошки докази сугеришу да су је створили стари Египћани Старог краљевства за време владавине Кефрена (око 2558–2532. п. н. е.).
Околности у којима је Сфинги одломљен нос су неизвесне, али детаљна инспекција указује на намеран чин помоћу полуга или длета. Супротно популарном миту, није сломљен топовском паљбом Наполеонових трупа током његове Египатске кампање 1798. године. Његово одсуство је заправо приказано у уметничким делима пре Наполеона, и помиње се у описима историчара из 15. века ал-Макризија.

## Имена
Оригинално име које су креатори Старог краљевства дали сфинги је непознато, пошто храм Сфинге, ограђени простор и вероватно сама Сфинга нису били завршени у то време, те је културни материјал био ограничен. У Новом краљевству, Сфинга је била поштована као соларно божанство Хор-ем-акет (енгл. „Horus of the Horizon”; хеленизовано: Harmachis), и фараон Тутмос IV (1401–1391 или 1397–1388. п. н. е.).) ју је посебно навео као такву у својој Стели снова.
Уобичајено име „сфинга“ дато је у класичној антици, око 2.000 година након општеприхваћеног датума његове изградње, позивајући се на грчку митолошку звер са главом жене, сокола, мачке или овце и телом лава са крилима орла. (иако, као и већина египатских сфинги, Велика сфинга има мушку главу и нема крила). Енглеска реч сфинга долази од старогрчког Σφίγξ (транслитерисано: sphinx) очигледно од глагола σφίγγω (транслитерисано: sphingo / енгл. to squeeze)), по грчкој сфинги која је давила свакога ко није успео да одговори на њену загонетку.
Средњовековни арапски писци, укључујући ал-Макризија, називају Сфингу арапским коптским именом Белхиб (арап. بلهيب) и Белхавија (арап. بلهويه), које заузврат потиче од pꜣ-Ḥwr, имена Хауронанита са којим је сфинга идентификована. Савремени египатски арапски назив је أبو الهول (ʼabu alhōl / ʼabu alhawl IPA: , „Застрашујући“; дословно „Отац страха“) што је фоно-семантичко подударање са коптским именом.

## Историја

### Старо краљевство
Сфинга је монолит исклесан из стене платоа, који је такође служио као каменолом за пирамиде и друге споменике у овој области. Египатски геолог Фарук Ел-Баз је сугерисао да је глава Сфинге можда била прво исклесана, из природног јарданга, односно гребена стене коју је исклесао ветар. Они понекад могу постићи облике који подсећају на животиње. Ел-Баз сугерише да је „јарак“ или „ров“ око Сфинге можда касније извађен како би се омогућило стварање целог тела скулптуре.
Археолошки докази сугеришу да је Велика Сфинга настала око 2500. године пре нове ере за фараона Кефрена, градитеља Друге пирамиде у Гизи. Камење исечено око тела Сфинге коришћено је за изградњу храма испред њега, међутим ни ограда ни храм никада нису завршени, а релативна оскудица културног материјала Старог краљевства сугерише да култ Сфинге није успостављен у то време.
Селим Хасан, пишући 1949. о недавним ископавањима ограђеног простора Сфинге, забележио је ову околност:
Узимајући све у обзир, чини се да морамо одати признање за подизање ове, најдивније статуе на свету, Кефрену, али увек са овом резервом: да не постоји ни један савремени натпис који повезује Сфингу са Кефреном, колико год вероватно да се то чинило, доказе морамо третирати као посредне, све док срећан окрет лопатице багера не открије свету дефинитивну референцу на постављање Сфинге. 
Да би се изградио храм, северни периметарски зид храма у долини Кефрена је морао бити деконструисан, те из тога следи да је погребни комплекс Кефрена претходио стварању Сфинге и њеног храма. Штавише, угао и локација јужног зида ограђеног простора сугерише да је насип који повезује Кефренову пирамиду и храм у долини већ постојао пре планирања Сфинге. Нижи основни ниво храма Сфинге такође указује на то да не датира пре долине храма.

### Ново краљевство
Неко време око Првог прелазног периода, некропола у Гизи је била напуштена, а лебдећи песак је на крају затрпао Сфингу до рамена. Први документовани покушај ископавања датира од око 1400 године пре нове ере, када је млади Тутмос IV (1401–1391 или 1397–1388. п. н. е.) окупио тим и после много труда успео да ископа предње шапе, између којих је подигао светилиште у којем се налазила Стела снова, исписана гранитна плоча (вероватно пренамењени надвратник из једног од Хафреових храмова). Када је стела откривена, њени редови текста су већ били оштећени и непотпуни. Одломак гласи:
... краљевски син, Тутмос, када је стигао, док је ходао у подне и седео под сенком овог моћног бога, био је обузет дремежом и заспао је баш у тренутку када је Ра на врху [неба]. Открио је да му Величанство овог дивног бога говори својим устима, као што отац говори своме сину, говорећи: Погледај ме, разматрај ме, сине мој Тутмосе; Ја сам твој отац, Хармакис-Хепри-Ра-Тум; Дајем ти суверенитет над мојим доменом, превласт над живима... Погледај моје стварно стање да можеш заштитити све моје савршене удове. Песак пустиње на којој сам положен прекрио ме је. Спаси ме, учинивши да све што је у мом срцу буде погубљено.— Стела Тутмоса IV: превод
Стела снова повезује Сфингу са Хафреом. Међутим, овај део текста није потпуно нетакнут:
које ми доносимо за њега: волове ... и све младо поврће; а ми ћемо похвалити Венофера ... Хафа ... статуу направљену за Атум-Хор-ем-[Akhet (hieroglyph and season)[— Џејсон Колавито, Ко је саградио Сфингу?
Египтолог Томас Јанг, пронашавши хијероглифе Кафа у оштећеној картуши која се користила да окружује краљевско име, уметнуо је глиф ра да употпуни Кафреово име. Када је Стела поново ископана 1925. године, редови текста који се односе на Кафа су се ољуштили и били су уништени.
Касније је Рамзес II Велики (1279–1213. п. н. е.) можда предузео друга ископавања.
У Новом краљевству, Сфинга је постала конкретније повезана са богом сунца Хор-ем-акетом (хеленизовано: Хармачис) или „Хорус-на-хоризонту”. Фараон Аменхотеп II (1427–1401 или 1397. п. н. е.) је саградио храм североисточно од Сфинге скоро 1000 година након њене изградње и посветио га култу Хор-ем-акет.

### Грчко-римски период
У грчко-римско доба, Гиза је постала туристичка дестинација — монументи су сматрани антиквитетима — а неки римски цареви посећивали су Сфингу из радозналости и политичких разлога.
Сфинга је поново очишћена од песка у првом веку нове ере у част цара Нерона и гувернера Египта Тиберија Клаудија Балбила. Постављено је монументално степениште — ширине више од 12 м (39 стопа) које је водило до плочника испред шапа Сфинге. На врху степеница постављен је подијум који је омогућавао поглед на светилиште Сфинге. Даље позади, налазио се још један подијум поред још неколико степеница. Степениште је демонтирао Емил Барез током ископавања 1931–1932.
Плиније Старији описује лице Сфинге које је обојено црвено и даје мере за статуу:
Стела из 166. године нове ере обележава рестаурацију потпорних зидова који окружују Сфингу. Последњи цар повезан са спомеником је Септимије Север, око 200. године нове ере. Са падом римске моћи, Сфинга је поново била захваћена песком.
- Поглед са стране на Сфингу са римским степеништем на десној страни
- Врх римског степеништа пре демонтаже 1931–1932
- Мапа области источно од Сфинге Хенрија Солта

### Средњи век
Неки древни неегипћани видели су Сфингу као слику бога Хаурона. Култ Сфинге наставио се и у средњем веку. Сабијанци из Харана су је видели као место сахране Хермеса Трисмегиста. Арапски аутори описали су Сфингу као талисман који је чувао подручје од пустиње. Ал-Макризи је описује као „талисман Нила“ за који су мештани веровали да регулише циклус поплава. Мухамед ал-Идриси је изјавио да су они који су желели да добију бирократске позиције у египатској влади давали тамјанске понуде овом монументу.

### Рани модерни период
Током векова, писци и научници су бележили своје утиске и реакције када су видели Сфингу. Огромна већина се бавила општим описом, често укључујући мешавину науке, романтике и мистичности. Типичан опис Сфинге од стране туриста током 19. и 20. века направио је Џон Лосон Стодард:
То је древност Сфинге која нас одушевљава док је гледамо, јер сама по себи нема чари. Пустињски таласи су се подигли до њених груди, као да желе да умотају чудовиште у вијугаву плочу од злата. Лице и глава су осакаћени од стране муслиманских фанатика. Уста, чијој су се лепоти усана некада људи дивили, сада су безизражајна. Ипак, величанствена у својој усамљености, – застрта мистеријом неименованих векова, – реликвија египатске антике стоји свечано и немо у присуству страшне пустиње – симбол вечности. Овде спори са Временом царства прошлости; заувек загледана у будућност која ће још бити далека када и ми, као и сви који су нас претходили и гледали у њено лице, проживимо своје мале животе и нестанемо.— Предавања Џона Л. Стодарда
Од 16. до 19. века, европски посматрачи су описали Сфингу која има лице, врат и груди жене. Примери су Јоханес Хелферих (1579), Џорџ Сендис (1615), Јохан Михаел Ванслеб (1677), Беноа де Маје (1735) и Елиот Варбертон (1844).
Већина раних западних слика биле су илустрације књига у штампаној форми, које је разрадио професионални гравер на основу претходно доступних слика или неког оригиналног цртежа или скице коју је дао аутор, и обично су сада изгубљене. Седам година након посете Гизи, Андре Тевет (Cosmographie de Levant, 1556) описао је Сфингу као „главу колоса, коју је направила Изида, Инахова ћерка, тада толико вољена од стране Јупитера“. Он, или његов уметник и гравер, замишљали су је као чудовиште коврџаве косе са травнатом огрлицом за псе. Атанасије Кирчер (који никада није посетио Египат) је приказао Сфингу као римску статуу (Turris Babel, 1679). Сфинга Јоханеса Хелфериха (1579) је жена округлих груди са уштипљеним лицем и периком равне косе. Џорџ Сендис је изјавио да је Сфинга била блудница; Балтазар де Монконис је тумачио покривач за главу као неку врсту мреже за косу, док је Сфинга Франсоа де Ла Буле-Ле Гуза имала заобљену фризуру са гломазном крагном.
Сфинга Ричарда Покока била је усвајање цртежа Корнелиса де Брујна из 1698. године, са само мањим изменама, али је ближа стварном изгледу Сфинге од било чега претходног. Штампане верзије Норденових цртежа за његово Путовање у Египат и Нубију, 1755. јасно показују да је нос недостајао.
- Хогенберг и Браун (карта), Каиро, који је раније био Вавилон (1572), постоји у различитим издањима, од различитих аутора, са Сфингом која изгледа другачије.
- Јан Сомер, (необјављено) Путовања по Египту године 1589, 1590 и 1591, Институт Француске, 1971 (Западни путници у Египат 3)
- Џорџ Сендис, Релација путовања започета дом. 1610 (1615)
- Франсоа де Ла Буле-Ле Гуз, Путовања и запажања (1653)
- Балтазар де Монконис, Дневник путовања (1665)
- Олферт Дапер, Опис Африке (1665), обратите пажњу на два различита приказа Сфинге.
- Корнелис де Брујн, Путовање Корнелиса де Брујна кроз најпознатије делове Мале Азије (1698)
- Јохан Баптиста Хоман (мапа), , Египат данас (1724)
- Фредерик Луис Норден, Путовање у Египат и Нубију (1755)

## Промене сфинге током времена
Сфинга је током времена претрпела многа оштећења. Клесана је у кречњаку а временом је дошло до затрпавање скулптуре песком и обрушавању засутих делова. Први покушаји да се ископају засути делови су се остварили током 1400-их година п. н. е. када је на основу одлука Тутмоса IV откопана до видљивости предње шапе где је постављена стела на помен овог догађаја.
Сфинги фали првобитно отприлике један метар широки нос (њушка). Јако раширена легенда тврди да су га одстрелили Наполеонови ратници приликом његових похода на Египат. Ово тврђење се не заснива на истини јер постоје слике пре Наполеонових похода на којима већ не постоји овај део сфинге. Египатски историчар ал-Макризи приписује уништење носа суфијском фанатику именом Мухамад Саим ал-Дахр који је био огорчен тиме што су сељаци поштовали сфингу да би тиме побољшали своје приносе. Овај фанатик је за своје дело био обешен за вандализам. Уништење носа требало је да се одигра године 1378.
Године 1817. протекле су прва савремена ископавања која је водио капетан Ђовани Батиста Кавиџлија који је потпуно открио сфингине груди. У потпуности је откопана 1925. године.
Фотографије сфинге са супротне стране нису по правилу публиковане јер се у њеној близини налази Макдоналдс и необично велико сметлиште на самом рубу Гизе.

## Локација и опис
Велика сфинга се налази у Долини Гизе, на западној обали Нила. Гледа према истоку, страни света где излази Сунце. Има тело лава и људску главу. Смештена је поред пирамида, а нема носа и сматра се да то није било због Наполеона, вероватно због пешчаних олуја. Некада је била лепо обојена. Постоји легенда да се сфинга појавила краљевићу Тутмозису IV. и рекла му нека уклони песак око сфинге. Он је то учинио, те тако постао краљ. О сфинги се казују многе легенде и теорије. Њено лице припада богу Сунца, или фараону Кефрену.